# Aedes rhyacophilus
Aedes rhyacophilus är en tvåvingeart som beskrevs av Lima 1933. Aedes rhyacophilus ingår i släktet Aedes och familjen stickmyggor. Inga underarter finns listade i Catalogue of Life.